# Pyramidelloidea
Pyramidelloidea – nadrodzina ślimaków z podgromady Heterobranchia, klasyfikowana dawniej (jako Pyramidellacea) w randze rzędu tyłoskrzelnych (Opisthobranchia).
Obejmuje pasożyty zewnętrzne wieloszczetów i małży. Mają spiralną muszlę z wieczkiem oraz wysuwany ryjek ze sztyletem.
Typem nomenklatorycznym jest rodzina Pyramidellidae.

## Podział systematyczny
Do Pyramidelloidea należą następujące rodziny:
- Amathinidae Ponder, 1987
- Heteroneritidae Gründel, 1998 †
- Pyramidellidae J.E. Gray, 1840
- nienazwana rodzina, do której należy jeden rodzaj:
  - Microthyca A. Adams, 1863